# Cascata di ghiaccio Flensing

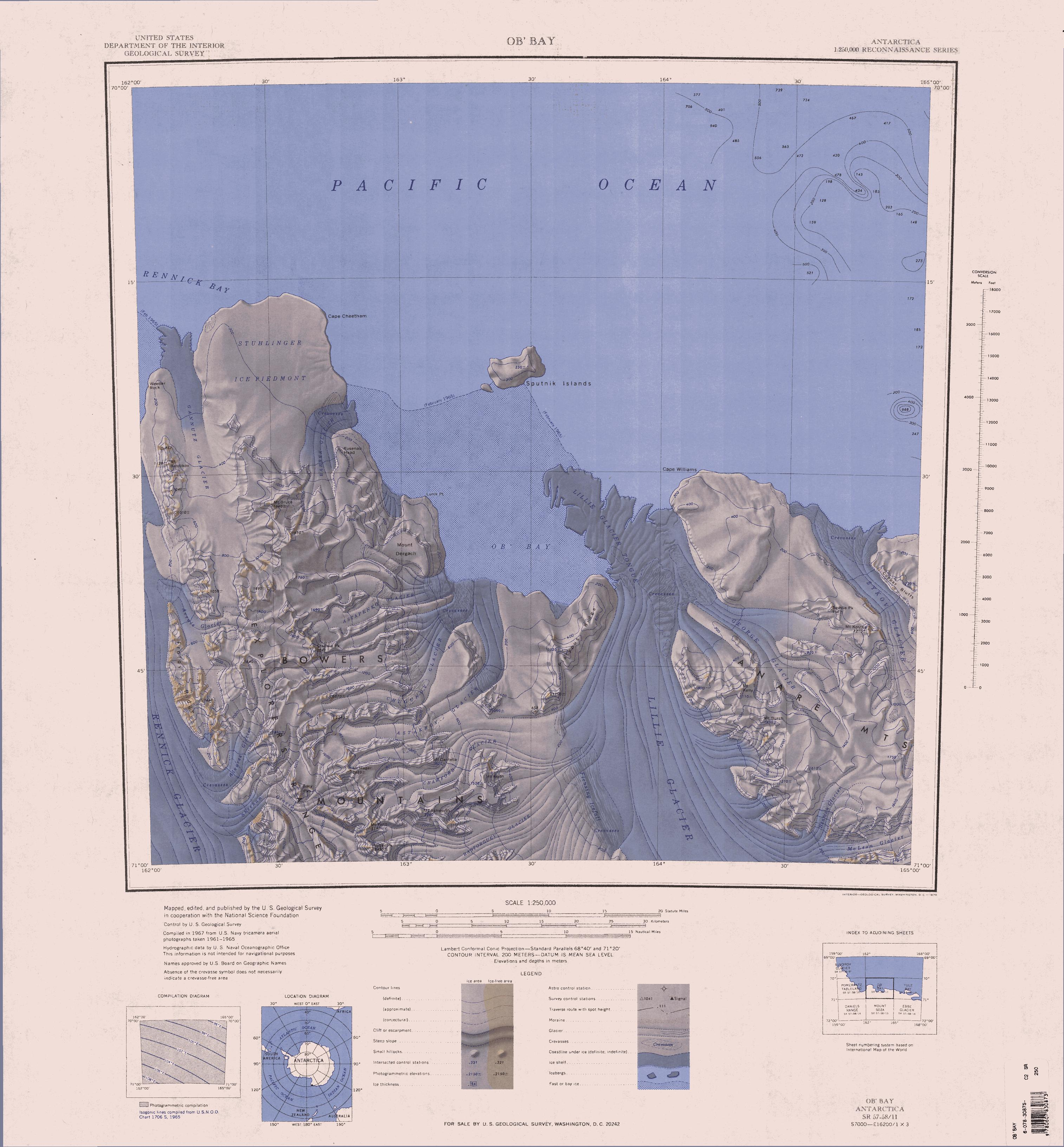
Una mappa topografica in scala 1:250000 nella zona centro-meridionale di cui è possibile vedere la posizione della cascata di ghiacciaio Flensing.

La cascata di ghiaccio Flensing è una 
vasta cascata di ghiaccio situata sulla costa di Oates, nella regione nord-occidentale Dipendenza di Ross, in Antartide. In particolare, la cascata si trova a est della dorsale degli Esploratori, nella parte settentrionale dei monti Bowers, ed è formata dall'entrata nel flusso del ghiacciaio Lillie dei flussi di due suoi tributari provenienti da ovest, il ghiacciaio Graveson e il ghiacciaio Rastorguev, a sud della dorsale Platypus, alle coordinate 70°55′S 163°44′E.

## Storia
La cascata di ghiaccio Flensing è stata così battezzata dal reparto settentrionale della Spedizione neozelandese di ricognizione geologica in Antartide svolta nel 1967-68, poiché il sistema di crepacci paralleli presenti nella cascata ricordava loro una balena sottoposta al processo di flensing; tale termine si usava in baleneria, per descrivere come il grasso della balena venisse tagliato a listarelle e separato a bordo della baleniera.